# Gelée royale

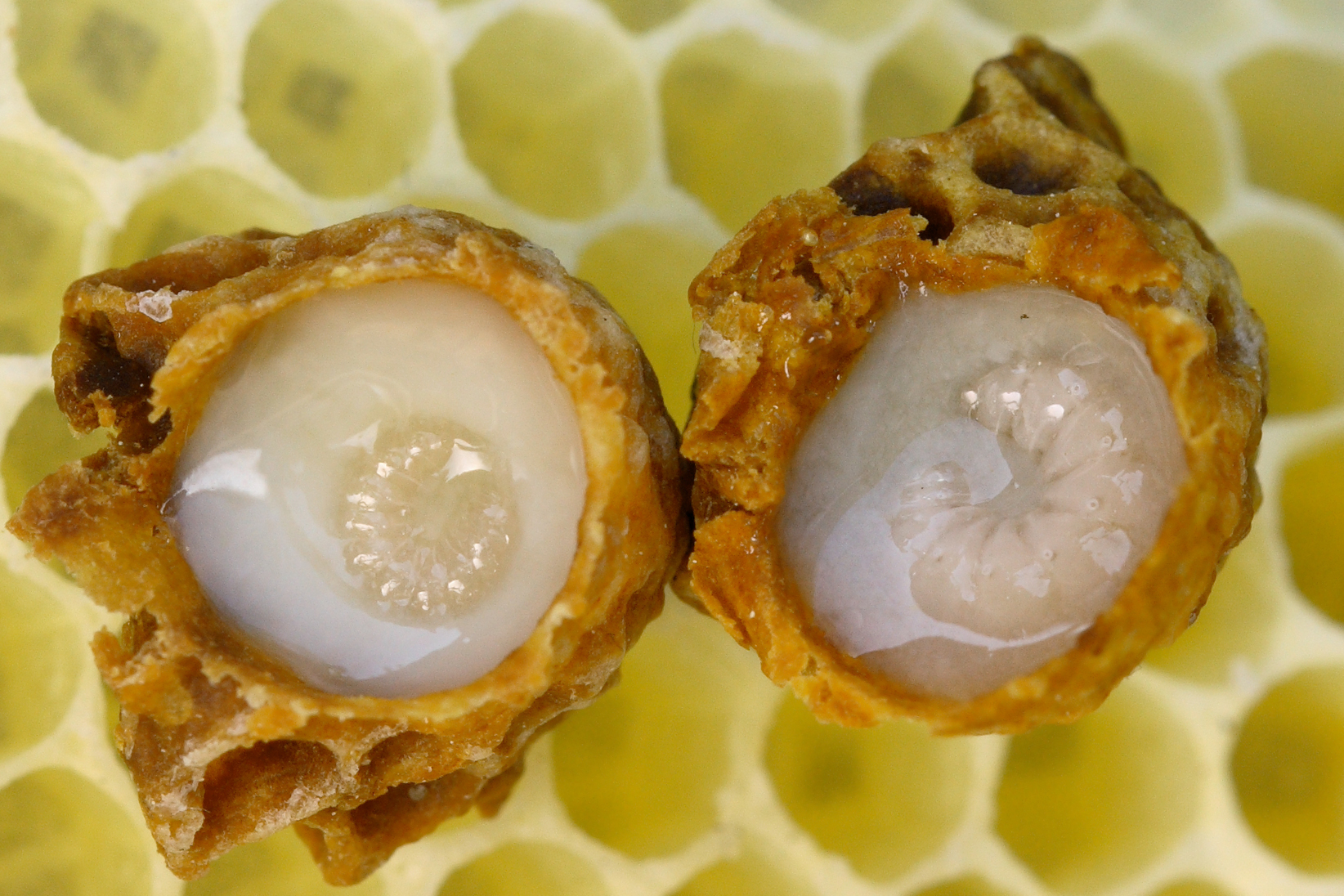
Junge Königinlarven in Bienenköniginnenfuttersaft

Gelée royale, Weiselfuttersaft oder Bienenköniginnenfuttersaft ist der Futtersaft, mit dem die Honigbienen ihre Königinnen aufziehen.
Mit diesem Gemisch aus den Sekreten der Futtersaftdrüse und der Oberkieferdrüse der Arbeiterinnen werden die Bienenlarven während der ersten drei Larvenstadien gefüttert und erhalten dadurch einen enormen Wachstums- und Entwicklungsschub. Die Larve der Arbeiterbiene erhält danach nur noch Pollen und Honig; die der Königin hingegen wird bis zur Verdeckelung ihrer Zelle mit diesem Weiselfuttersaft gefüttert.
Weiterhin erfüllt Gelée royale eine wichtige Funktion als Bestandteil eines biologischen Zweikomponentenklebers, mit dem die Königinnenlarven in speziellen Waben fixiert werden.

## Inhaltsstoffe
Gelée royale enthält u. a. Kohlenhydrate, Eiweiß, B-Vitamine und Spurenelemente.
Die wichtigsten Inhaltsstoffe sind:
- 10–23 % Zucker
- 60–70 % Wasser
- 9–18 % Proteine und Aminosäuren
- 4–8 % Fette
- Thiamin, Riboflavin, Pyridoxin, Niacin, Pantothensäure, Biotin, Folsäure, Sterine, Biopterin, Juvenilhormon und Neopterin, Mineralstoffe und Spurenelemente.
- 4-Hydroxybenzoesäuremethylester als natürliches Konservierungsmittel

## Gewinnung
Gelée royale wird in spezialisierten Imkereien gewonnen. Der größte Teil der Imker in deutschsprachigen Ländern betreibt die Bienenhaltung als Freizeitbeschäftigung und erntet keinen Gelée royale, auch fehlen meist die technischen Geräte dazu. Der Großteil des in Deutschland angebotenen Gelée royale kommt aus China und wird zu Preisen zwischen 100 und 130 Euro pro Kilogramm gehandelt.
Zur Gewinnung wird einem Bienenvolk die Königin entfernt, und es werden vorgefertigte Königinnenzellen in den Bienenstock eingesetzt. Um den Futterstoff isolieren zu können, müssen die Königinnenlarven nach drei Tagen entfernt werden. In einer Bienensaison kann ein Bienenvolk dazu gebracht werden, ca. 500 g Gelée royale zu produzieren. Das Entfernen der Königin bedeutet für das Bienenvolk eine extreme Stresssituation und einen massiven Eingriff in das Gleichgewicht des Volkes, daher lehnen naturnah wirtschaftende Imker die Produktion von Gelée royale generell ab.
Für Gelée Royale existiert eine internationale ISO-Norm (ISO12824:2016). Diese unterscheidet zwischen zwei Qualitätsstufen. Diese hängen von der Fütterung des Volkes ab. Bei der höheren Qualitätsstufe erhalten die Bienen nur natürliche Nahrung. Für die zweite Stufe werden die Bienen zusätzlich mit einer Futterlösung ernährt.
Gelée royale findet neben Propolis Verwendung in Nahrungsergänzungsmitteln und in kosmetischen Präparaten; als Ausgangsstoff für arzneiliche Präparate hat es zumindest in den deutschsprachigen Ländern heute keine Bedeutung mehr.

## Gesundheitliche Gefahren
Der Verzehr von Gelée royale kann, insbesondere durch seinen Anteil an Proteinen und Aminosäuren, zu allergischen Reaktionen führen. So wurde nach der Einnahme von Gelée-royale-haltigen Präparaten das Auftreten allergischer Reaktionen an der Haut, von Gesichtsschwellungen, Asthmaanfällen bzw. einer Verschlimmerung von bestehendem Asthma, von Erbrechen, Durchfall oder Blutdruckabfall und, in Einzelfällen, eines lebensbedrohlichen anaphylaktischen Schocks beobachtet.

## Bedeutung des Bienenköniginnenfuttersafts für die Larvenentwicklung
Seit langer Zeit wird angenommen, dass Gelée royale die Ursache dafür ist, dass aus einer Bienenlarve keine Arbeiterin, sondern eine Königin wird.
Das legt eine japanische Studie aus dem Jahre 2011 nahe: Es gelang den Forschern, ein spezielles Protein aus dem Gelée royale zu isolieren (Royalactin) und damit auch bei der Taufliege Drosophila melanogaster königinnenähnliche Exemplare zu erzeugen. Das Gewicht und die Größe des Körpers änderten sich deutlich; auch die Fruchtbarkeit des Tieres nahm zu. Eine neuere Studie aus dem Jahre 2016 konnte die Wirkung von Royalactin allerdings nicht bestätigen; so entwickelten sich auch ohne Royalactin Königinnen aus Bienenlarven, und die weitere Zugabe von Royalactin zum Larvenfutter erhöhte die Königinnenzahl nicht. Auch die Effekte von Gelée royale auf die Taufliege Drosophila melanogaster konnten in neueren Studien nicht bestätigt werden.
Australische Forscher belegten 2008 eine negative Rückkopplung. Die aus Pollen und Honig bestehende Ernährung der Arbeitsbienen verhindert, dass sie zur Königin heranwachsen. Die Ernährung schaltet durch temporäre Modifikationen im Erbgut, die sogenannte DNA-Methylierung, die Transkription bestimmter Gene aus.
Die Erkenntnis, dass der Unterschied zwischen Königin und Arbeiterin im speziellen Futter liegt, ist auch ein Grund für die große Beliebtheit von Gelée royale. Teilweise wird es unter Verweis auf das Wachstum zur Bienenkönigin geradezu als Wundermittel gepriesen.

## Sonstiges
Gelée Royale (englisch Royal Jelly) ist auch der Titel einer Kurzgeschichte von Roald Dahl aus dem Jahr 1953.